# طوفان فرن
طوفان فرن (Hurricane Fern) یک طوفان ردۀ 1 نامنظم و خسارت‌زا بود که در ایالت‌های لوئیزیانا و تگزاس به خشکی رسید. فرن ششمین طوفان نام گذاری شده و چهارمین طوفان فصل توفندهای اقیانوس اطلس در سال 1971 بود. این طوفان از یک موج گرمسیری که با یک ناوۀ کم فشار بزرگ تعامل داشت، شکل گرفت و به همراه آن، طوفان جینجر، طوفان گرمسیری هایدی پدید آمدند. این طوفان در تاریخ 8 سپتامبر به وضعیت طوفانی رسید و با حداکثر سرعت 140 کیلومتر بر ساعت شدت گرفت، سپس دو روز بعد در نزدیکی فریپورت تگزاس به خشکی رسید.
مسیر فرن نامنظم بود و در طول فعالیت خود سه تغییر مسیر ناگهانی داشت که پیش‌بینی آن را برای کارشناسان دشوار کرد. این طوفان دومین چرخۀ گرمسیری اقیانوس اطلس بود که در آن سال به ایالات متحده رسید. فرن بارندگی شدیدی را در ایالت‌های لوئیزیانا و تگزاس به همراه داشت که منجر به وقوع سیل ناگهانی شد و دو کشته غیر مستقیم و بیش از 30 میلیون دلار (1971) خسارت بر جای گذاشت، که معادل 219 میلیون دلار در سال 2025 است.

## تاریخ رخداد توفان
یک موج گرمسیری که در 1 سپتامبر به سمت شمال غرب حرکت می‌کرد، از دریای کارائیب خارج شد و در 2 سپتامبر پس از عبور از جنوب فلوریدا، به یک سامانۀ کم فشار تبدیل شد. این سامانه کم فشار همچنان به سمت شمال غربی حرکت کرد و در 4 سپتامبر در جنوب شرقی لوئیزیانا به خشکی رسید. سپس، یک سامانۀ پرفشار که در مرکز ایالات متحده شکل گرفته بود، باعث شد این سامانه کم فشار به سمت جنوب غربی و خلیج مکزیک حرکت کند. آب‌های گرم خلیج مکزیک موجب تقویت آن شد و در 7 سپتامبر، مرکز ملی طوفان این سامانه را «فرن» نام‌گذاری کرد.
روز بعد، فرن با نزدیک شدن به ساحل تگزاس به وضعیت طوفان رسید. این طوفان به بیشینه شدت 140 کیلومتر بر ساعت رسید و فشار آن به 979 میلی‌بار کاهش یافت. ورود یک ناوۀ عرض‌های میانی باعث شد فرن به مدت 12 ساعت در شرق تگزاس متوقف شود. سپس با عبور ناوه، این طوفان به سمت جنوب غربی تغییر مسیر داد و موازی با ساحل تگزاس حرکت کرد تا اینکه در 10 سپتامبر بین فریپورت و ماتاگوردا به خشکی رسید.

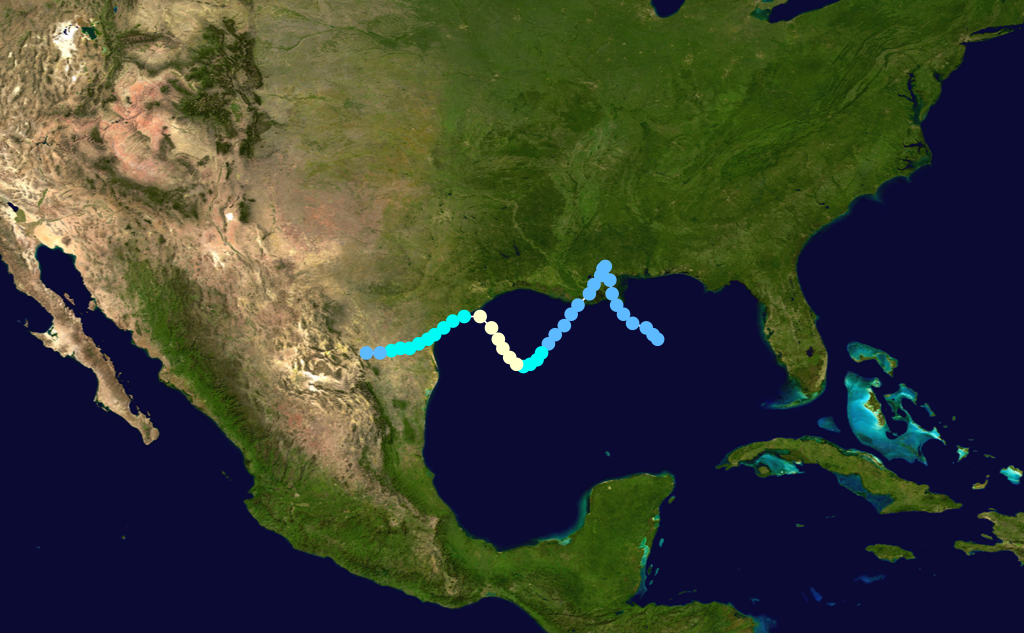
مسیر حرکت طوفان فرن و نقطۀ برخورد با خشکی

در هنگام برخورد با خشکی، فرن تا حدی ضعیف شد و به یک طوفان گرمسیری قوی تبدیل شد، اما به دلیل ساختار کشیدۀ مرکز آن، همچنان توانایی جذب رطوبت از خلیج مکزیک را داشت که منجر به روند کُند تضعیف آن شد. بین 10 و 11 سپتامبر، فرن از کورپس کریستی تگزاس عبور کرد و پس از گذر از ریو گرانده به شمال مکزیک، به یک سامانۀ کم فشار تبدیل شد و از بین رفت.

## تأثیرات
سامانه‌ای که بعدها به فرن تبدیل شد، در جنوب فلوریدا تا 130 میلی‌متر بارندگی به همراه داشت و در مرکز و شمال فلوریدا 25 تا 76 میلی‌متر باران بارید. در لوئیزیانا، پس از برخورد فرن به عنوان یک سامانۀ کم فشار، تا 250 میلی‌متر باران در جنوب شرقی ایالت، از جمله 180 میلی‌متر در نیواورلئان ثبت شد. باندهای بیرونی این سامانه در بخش‌های ساحلی می‌سی‌سی‌پی و آلاباما بین 76 تا 127 میلی‌تر بارش به همراه داشتند، اما هیچ خسارت یا تلفاتی در این مناطق گزارش نشد.
در زمان برخورد نهایی فرن، یک ایستگاه هواشناسی در پورت اوکانر تگزاس، سرعت باد پایدار 138 کیلومتر بر ساعت را ثبت کرد. در کورپس کریستی، بادهایی با 106 کیلومتر بر ساعت گزارش شد. در سواحل تگزاس، ارتفاع امواج طوفانی از گلوستون تا فریپورت 1/5 تا 1/8 متر افزایش یافت. در جریان این طوفان، یکی از ناظران مشاهده کرد که دسته‌ای از پرستوها در چشم طوفان به دام افتاده‌اند.
در مجموع، طوفان فرن 30/2 میلیون دلار (1971 معادل 220 میلیون دلار 2025) خسارت وارد کرد و دو تلفات غیرمستقیم ناشی از غرق شدگی برجای گذاشت.

## منبع
1. برگردان صفحۀ ویکی پدیای انگلیسی Hurricane Fern.